# Сторожевой катер
Сторожевой катер (СКА/СТК) — класс быстроходного, маломерного боевого корабля (боевого катера), предназначенного для выполнения таких задач, как: охрана государственной границы, несение сторожевой и дозорной (патрульной) службы в прибрежной зоне и на подходах к военно-морским базам, артиллерийская борьба с торпедными, сторожевыми и артиллерийскими катерами противника.
Обычно обладают артиллерийским вооружением. 
Во время ведения боевых действий привлекаются для охраны кораблей и транспортов на прибрежных коммуникациях, эскортирования подводных лодок во время выхода или возвращения их в базы.